# Comissão Técnica Mista Brasil-Paraguai
A Comissão Técnica Mista Brasil-Paraguai foi constituída em 12 de fevereiro de 1967 conforme estabelecido no Tratado de Itaipu com a finalidade de realizar os estudos aludidos no preâmbulo do tratado, e manteve-se constituída até a entrega às Altas Partes Contratantes do relatório final da missão que lhe foi confiada.